# Mick Tucker

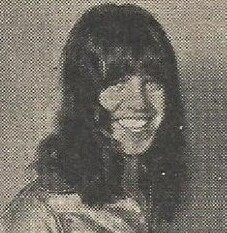
Mick Tucker (1972)

Michael Thomas „Mick“ Tucker (* 17. Juli 1947 in Harlesden, North West London; † 14. Februar 2002 in Welwyn Garden City, Hertfordshire) war ein britischer Schlagzeuger und Gründungsmitglied der Band The Sweet. Tucker entwickelte, anfänglich von Jazzschlagzeugern wie Gene Krupa und Buddy Rich beeinflusst, einen recht eigenen Drumstil, der es immer wieder ermöglichte, solistisch-perkussive Fill-Ins und Akzente in den Songs zu platzieren. Gute Beispiele hierfür sind u. a. die Sweet-Veröffentlichungen Set Me Free, Burning, New York Connection, Sweet F.A., Man with the Golden Arm, Burn on the Flame, Man from Mecca und Done Me Wrong Alright. Mit der Einleitung zu The Ballroom Blitz trommelte er eines der bekanntesten Schlagzeugintros überhaupt.

## Bands
1965 trat Mick Tucker der Band Wainwright’s Gentlemen bei, der später auch Ian Gillan angehörte. Die Band spielt einen Mix aus Rhythm & Blues, Motown und psychedelischen Songs. Als Gillan nach ca. einem Jahr zu Episode Six wechselte, wurde er durch Brian Connolly ersetzt. Es sind einige Veröffentlichungen aus dieser Zeit dokumentiert, darunter eine Coverversion des Coasters-/Hollies-Hits Ain’t That Just Like Me, die erst 2011 offiziell veröffentlicht wurde (Kompilations-CD Rare Mod · Volume 3 unter dem Label Acid Jazz, AJXCD 238). Die Band trennte sich 1968.
Tucker war Gründungsmitglied der Band Sweetshop im Januar 1968 gemeinsam mit Steve Priest, Brian Connolly und Frank Torpey. Torpey wurde später ersetzt durch Mick Steward, dieser wiederum durch Andy Scott. Noch im selben Jahr wurde der Bandname zu „The Sweet'“ verkürzt. In dieser Besetzung wurden The Sweet zur kommerziell erfolgreichsten britischen Glam-Rock-Band der 1970er Jahre. Sämtliche Veröffentlichungen sind auf The Sweet/Diskografie dokumentiert.

## Schlagzeug und Stil
Anfänglich benutzte Mick Tucker ein Schlagzeug der englischen Firma Hayman Drums, jedoch nach 1973 fast ausschließlich ein größeres Drumkit der Firma Ludwig, bestehend aus zwei Basstrommeln, Snare-Drum, drei Hängetoms und zwei Standtoms, sowie Becken der Marke Paiste. Spätestens seit 1974 und der Veröffentlichung des Albums Sweet Fanny Adams spielte er in den Konzerten ein langes Schlagzeugsolo unter Verwendung von zwei Video-Projektionen (einmal mit Schlagzeug, einmal mit Kesselpauken). Tucker schrieb ein fast 10-minütiges Arrangement für Schlagzeug und Perkussion rund um das Thema The Man with the Golden Arm von Elmer Bernstein und Sylvia Fine. Der Song wurde von Sweet auf dem Studioalbum Desolation Boulevard (1974) veröffentlicht.
Mick Tucker galt als talentierter Schlagzeuger. Wie bei den anderen Mitgliedern von Sweet verengten allerdings auch bei ihm Kommerzialisierung und Charterfolge den Blick auf die musikalische Gesamtwirkung; Tucker und The Sweet wurden in der Wahrnehmung häufig auf Teenie-Pop und Glam-Rock reduziert. Mit Stücken wie Poppa Joe, Wig-Wam Bam, Blockbuster! und Little Willy (allesamt Chinn/Chapman-Produktionen) stürmte man seit Anfang der 1970er Jahre die Hitparaden. Bühnengarderobe und Make-Up schien oft wichtiger als Musik. Jedoch spätestens seit den Singleveröffentlichungen Action und Fox on the Run und dem Album Give Us a Wink setzte man ab 1975 dann ausschließlich auf eigene Kompositionen.

## Privates
Am 16. August 1973 heiratete Mick seine Frau Pauline in der Church of the Secret Heart in Ruislip, Middlesex. Sie bewohnten dort danach ein Haus in der Beverly Road. Im Untergeschoss richtete er ein Tonstudio ein.
Er spielte gern Tennis, sammelte Glasfiguren und kochte gerne. Er liebte seinen deutschen Schäferhund „Zeus“, wertvolle Autos, Pelze, Uhren und Schmuck. Zudem besaß er unzählige Paar Schuhe.

## Tod
1997 ließ sich Tucker eine Knochenmarkspende von seinem Bruder geben, um seine Leukämie zu bekämpfen. Er hatte aber wiederkehrende Infektionen, woran er im Februar 2002 im Alter von 54 Jahren verstorben ist. Er wurde in einem anonymen Grab auf dem Chorleywood-House-Friedhof begraben. Zu seinem Gedenken haben Fans in der Nähe des Grabes eine Holzbank mit Messingplakette aufgestellt. Er hinterließ seine Frau Janet und die Tochter Ayston aus erster Ehe mit Pauline († 1979).
Steve Priest sagte über Mick Tucker:
„He was the most underrated drummer that ever came out of England. He was the powerhouse of the band. He was technically marvellous. His timing was impeccable but he had a lot of soul as well and he really felt what he was playing.“ – „Er war der meist-unterschätzte Schlagzeuger, der je aus England kam. Er war das Kraftwerk der Band. Er war technisch großartig. Sein Timing war tadellos, aber er hatte auch viel Gefühl und empfand wirklich, was er spielte.“
Andy Scott sagte:
„Mick Tucker was the best drummer around in the Seventies. I played in the same band as him and was proud to do so. I feel extreme sadness therefore that he has now left us and my heart goes out to Janet and Ayston with their sad loss. Miss you Mick.“ – „Mick Tucker war der beste Schlagzeuger, den es in den 70ern gab. Ich spielte in derselben Band wie er und war stolz darauf. Ich empfinde tiefe Trauer darüber, dass er uns jetzt verlassen hat, und mein Herz ist bei Janet und Ayston in ihrem schmerzlichen Verlust. Ich vermisse dich, Mick.“